# Museum voor Dierkunde (Gent)

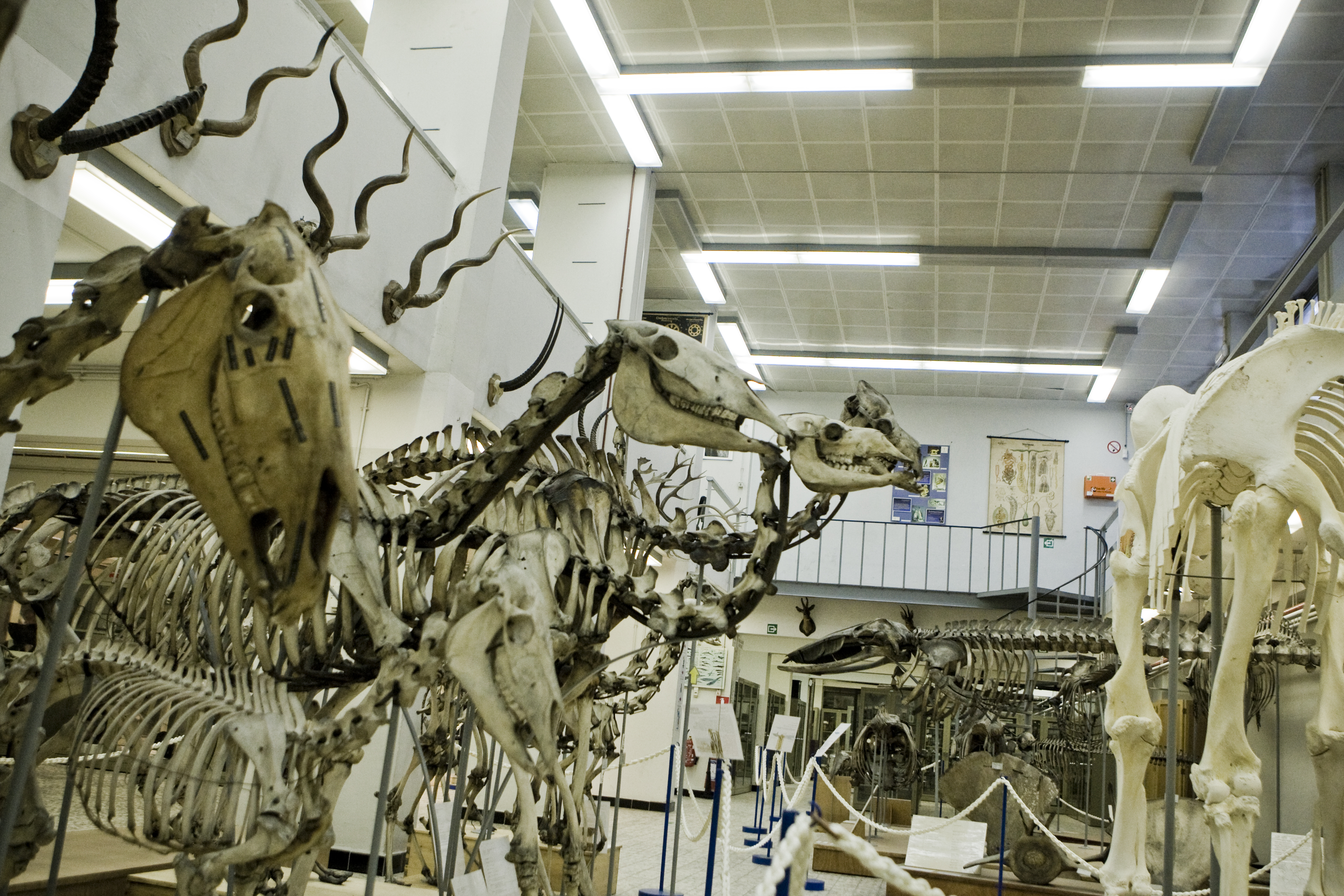
Museum voor Dierkunde

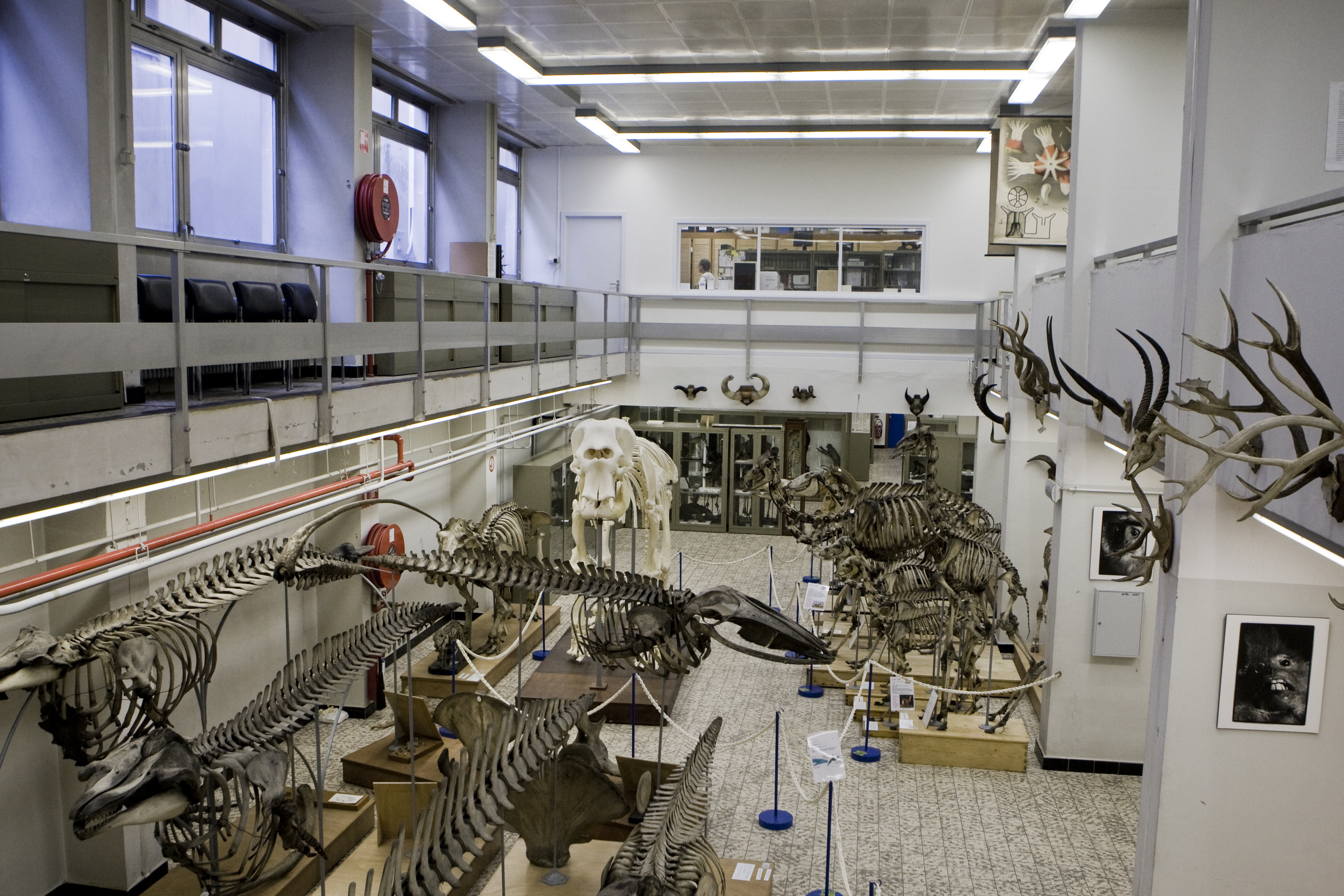
Gezien vanaf boven

Het Museum voor Dierkunde is een wetenschappelijk museum in de Vlaamse stad Gent. Het museum werd in 1817 samen met de Universiteit Gent opgericht, met het doel een didactische collectie bijeen te brengen die kon bijdragen aan het onderwijs in dierkunde en vergelijkende anatomie. Tegenwoordig richt het museum zich niet meer enkel op universitaire studenten, maar ook op het bredere publiek. Het museum bezit een uitgebreide collectie gewervelde en ongewervelde dieren en anatomische preparaten.

## Geschiedenis
De oprichting van het museum hing samen op een wet uit 1816, die het aanleggen van een collectie verplicht stelde voor universiteiten die dierkunde en anatomie onderwezen. Om snel tot een acceptabele collectie te komen werden er in de beginjaren collecties en deelcollecties aangekocht. In 1870 besluit het verantwoordelijke ministerie de vakken vergelijkende anatomie en dierkunde onder één leerstoel samen te voegen. Vanaf dat moment kent het museum zijn huidige structuur van één collectie met twee afdelingen. De collectie groeit in deze periode sterk en bevat rond de eeuwwisseling circa 25.000 objecten, ondanks het feit dat er 1888 een groot aantal museumstukken werd vernield (mogelijk in een brand).
Vanaf 1910 stagneert de groei van de collectie sterk. Mede door de beide wereldoorlogen worden er tot het midden van de 20e eeuw geen nieuwe stukken aangekocht, en in de oorlogen wordt bovendien een deel van de collectie door de Duitse bezetter geroofd. Na incidentele uitbreidingen in de tweede helft van de 20e eeuw wordt er in 1997 een vaste curator aangesteld en een begin gemaakt met een actief beleid gericht op het restaureren, uitbreiden en conserveren van de collectie.